# Помично кљунасто мерило
Кљунасто помично  мерило, шублер, некада непрецизно називан и нонијус (лат. nonius) - је ручни мерни алат за разна прецизна мерења спољних и унутрашњих габарита, тачности обично 1/10 милиметра за шублер који мери до 150 mm. Израђује се од челика, али и пластике или дрвета - за мерења предмета већих димензија (нпр. шумари користе за мерење пречника стабала).
Овакав лењир конструисао је и увео у употребу Пјер Варниер. Постоје различите варијације кљунастог помичног мерила које се разликују по томе како се може очитавати мерење.Очитавање се може вршити на скали, бројчанику или дигиталном дисплеју.   

### Историја кљунастог мерила
Најстарије кљунасто мерило пронађено је истраживањем олупине грчког брода Гиглио у близини италијанске обале. Претпоставља се да потиче из 6 века пре нове ере. Постоје истраживања која говоре да се кљунасто мерило користило и време Грка и Римљана. 

### Мерење помичним кљунастим мерилом
Од нуле на непокретном делу нонијуса до нуле на покретном делу нонијуса очитавају се цели бројеви милиметра, десете односно стоте делове милиметра очитавамо на покретној скали тако што гледамо који се милиметарски подеок најбоље или једино поклапа са милиметарским подеоком на непокретној скали.